# Switha
Switha és una petita illa localitzada en el grup de les Òrcades, a Escòcia. L'illa està situada al sud de l'illa de Flotta, i s'empra per a la pastura d'ovelles. Cap registre escrit informa que Switha hagi estat alguna vegada poblada; no obstant això, algunes construccions megalítiques i un cairn mostren que l'illa va ser almenys visitada durant el Neolític.
L'illa ocupa una superfície de 41 hectàrees i la seva altitud màxima sobre el nivell del mar és de 28 metres.
L'illa és predominantment prada marítima amb àrees petites de bruc i pantanoses. També compta amb nombrosos caus de barnacla cariblanca (Branta leucopsis), i alberga una important colònia d'hidrobàtids.